# アラジン完結編 盗賊王の伝説
『アラジン完結編 盗賊王の伝説』（アラジンかんけつへん とうぞくおうのでんせつ、原題：Aladdin and the King of Thieves）は、1996年に発売されたディズニーのビデオ作品である。約83分。
『アラジン』、『アラジン ジャファーの逆襲』の続編作品。ラストでイアーゴがアラジンのもとを離れることで『アラジンの大冒険』のエピローグにもなる。前者2作を本作と合わせて「アラジン三部作」として扱われる。また、英語版では長年ジーニーの声を演じたロビン・ウィリアムズが出演した最後の長編映画作品となった。

## ストーリー
アラジンとジャスミンの結婚式が行われることになり、アグラバーは興奮に沸き立っていた。だが、新郎新婦が誓いの言葉を交わす場面で、王宮に40人の盗賊団が襲来し、式を台無しにしてしまう。盗賊団は、触れたものを黄金に変えられる幻の秘宝「ミダスの手」を探すため、王宮に保管された「お告げの杖」を奪おうとする。盗賊団を撃退したアラジンは、「お告げの杖」から、盗賊団の首領カシームが幼い頃に生き別れた父親だと聞かされる。
アラジンは盗賊団の後を追い洞窟の隠れ家に忍び込むが、盗賊団に捕まってしまう。アラジンが自分の息子だと知ったカシームは、アラジンにサルークとの一騎討ちを命じ、彼が勝てば新しい仲間に迎えると告げる。アラジンとサルークは闘いの中で崖から落ちそうになり、アラジンは間一髪で崖にしがみ付き助かるが、サルークはそのまま海に落ちてしまう。アラジンを新しい仲間に迎えたカシームに対し、アラジンは「改心して自分の結婚式に出席して欲しい」と懇願する。考え込むカシームに対し、イアーゴは「王宮に入れば"お告げの杖"をまた盗める」と告げ、カシームは結婚式への出席を決める。一方、命からがら助かったサルークはラズールに隠れ家の情報を伝え、秘宝を一人占めしようと企む。ラズールは衛兵隊を引き連れ隠れ家を襲撃し、盗賊団を一網打尽にする。
結婚式に出席したカシームは、イアーゴの案内で宝物庫に忍び込み「お告げの杖」を手に入れるが、そこにラズールが現れ捕まってしまう。カシームは投獄されるが、アラジンに助けられ王宮を脱出する。カシームは隠れ家に戻るが、裏切ったサルークと、「仲間を裏切ったのはカシームだ」と吹き込まれた盗賊たちに捕まってしまう。サルークはカシームを連れ、「ミダスの手」がある「まぼろし島」を目指し海に出る。イアーゴからその話を聞いたアラジンは、ジャスミンやジーニーと共に「まぼろし島」に向かう。
海の真ん中に来たサルークたちの目の前に巨大な亀である「まぼろし島」が現れ、その背中に「ミダスの手」がある城を発見する。城に乗り込むサルークたちのもとにアラジンたちが現れ、盗賊団たちを撃退する。アラジンとカシームは城の中心部に向かい、そこに置かれている「ミダスの手」を手に入れるが、そこにサルークが現れる。サルークはアラジンから「ミダスの手」を奪い取るが、「ミダスの手」の手の部分に触れてしまい、身体が黄金に変化し海中に落ちてしまう。その時、巨大な亀が海中に潜り始め、アラジンたちは「まぼろし島」から脱出する。カシームは「家族を代償にしてまで手に入れる秘宝ではなかった」と、「ミダスの手」を海に捨てる。
騒動の解決後、アラジンとジャスミンの結婚式が行われ、それを見届けたカシームはイアーゴと共に冒険の旅に出かける。

## 登場キャラクター
アラジン
本作の主人公。アグラバーで暮らす青年。幼い頃に、自分と母親を置いて旅に出たカシームに複雑な想いを抱いていた。カシームの気持ちを知ってからは彼を改心させようと腐心する。第一作から身寄りがないのは判明していたが、母親が亡くなっていたのは今作で具体的に明かされた。
ジャスミン王女
本作のヒロイン。サルタンの一人娘。アラジンの父親が盗賊だと知りショックを受けるが、それでもアラジンのことを信じ、さらに父親を助けようとしない彼を諭し、共にカシームを助けるため盗賊団と闘う。乱入してきた盗賊団を殴り倒すなど、気の強さはより磨きがかかっている。
ジーニー
ランプの精でアラジンの親友。アラジンの結婚式を誰よりも楽しみにしており、盗賊団に破壊された王宮の修繕を行う。アラジンの父が盗賊王であることに驚くも親友の為に一肌を脱ぐ。
本作では、ジーニー役のロビン・ウィリアムズがシルヴェスター・スタローン、トム・ハンクス、エルヴィス・プレスリー、ボブ・ホープとビング・クロスビー、オズワルド・ジョージ・ネルソンの真似をする他、『ミセス・ダウト』のネタをする。
前作では魔人になったジャファーに圧倒されたが盗賊をまとめて撃退できるほどの魔力は健在の模様。
魔法の絨毯
アラジンの友人。本作でも空を飛ぶ能力活かし、活躍する。当初はカシームから乗ることを躊躇われるが終盤では彼自ら頼まれ、乗せた。
アブー
アラジンの相棒のサル。今作はアラジンよりイアーゴと行動することが多い。イアーゴの話によるとイアーゴに別れを告げられた際、悲しんだらしい。
イアーゴ
アラジンの仲間のオウムで、アグラバーの邪悪な大臣だったジャファーの元手下。過去の事もあり、一部の仲間から疎まれることもある。金品や宝物にがめついが、根は良心的でカシームが捕まったことを伝えるなどアラジンのピンチを救うこともある。
元悪党である為か、カシームの生き方に共感し、新婚のアラジン達への気遣いと本人曰く「ハードボイルドな生き方がしたい」ということもあり、挙式後はアブー達に別れを告げ、共に新たな冒険の旅に出る。
サルタン
アグラバー国王。ジャスミンの父親。心優しい性格の持ち主で、アラジンが悪党であるカシームの脱獄に協力した事が発覚した際も、それが親を思う気持ちであった為と理解を示し、不問にしている。
カシーム
40人の盗賊の王。生き別れになったアラジンの父。「家族にもっと裕福な暮らしをさせてやりたい」という想いから秘宝探しの旅を始め、やがて盗賊団の首領となる。
高い統率力でならず者だらけの盗賊たちをまとめ上げ、部下からは信頼を得ている。盗賊のリーダーではあるが、イアーゴ曰く「良い悪人」なため、無闇に人を傷つけることを嫌っている。息子のため、「お告げの杖」と「ミダスの手」を手に入れたら盗賊を辞めようとするがサルークに唆されたラズールによって悪人として捕まるもアラジンによって救われる。しかし、今度はサルークに唆された仲間達に裏切られ、再び人質になるもまた息子に救われる。その後、息子のアラジンこそ自分が探していた宝と気付き、ミダスの手を海に投げ捨て、陰で息子の式を見届けた後、同じ元悪党のイアーゴを仲間に加えて旅に出た。
サルーク
本作のディズニーヴィランズ、 40人の盗賊の仲間の一人。盗賊たちの中でも特に腕っ節が強く、手には武器である金の爪を着用している。穏健派なカシームのことを疎ましく思っている。仲間さえも裏切り、躊躇なく人を殺傷する非道な性格。その後はラズールを唆し、ほとんどの盗賊を捕らえさせ、それをカシームのせいだと偽り、残りの仲間を仲間に唆し、裏切らせる。終盤ではカシームを騙し、ミダスの手を手に入れ、アラジンを殺そうとするがその事を見抜いたカシームが投げたミダスの手を直で触ってしまったため、自ら金になり、海の底へ沈んだ。ノートルダムの鐘のフロロー同様、非常な性格のために誰にも哀しまれぬ自業自得な末路を迎えたヴィランとも言える。
盗賊たち
38人（カシーム、サルークを除く）のカシームの部下。しかし、サルークの密告により31人の仲間がラズールらに捕縛され、最終的に盗賊の中でも特に腕の立つ7人だけになってしまった。その後、カシーム不在の隙に戻ってきたサルークの口車に乗せられ、サルーク側に寝返ってカシームを拉致、まぼろし島へ向かうが、最後はミダスの手によって黄金になった船が沈み全員海に投げ出され、その後どうなったかは不明。

## 声の出演
| 役名             | 原語版声優                                                            | 日本語吹き替え                  |
| ---------------- | --------------------------------------------------------------------- | ------------------------------- |
| アラジン         | スコット・ウェインガー                                                | 三木眞一郎                      |
| アラジン         | 歌: ブラッド・ケイン                                                  | 石井一孝                        |
| ジャスミン       | リンダ・ラーキン                                                      | 麻生かほ里                      |
| ジャスミン       | 歌: リズ・キャラウェイ                                                | 麻生かほ里                      |
| ジーニー         | ロビン・ウィリアムズ                                                  | 山寺宏一                        |
| アブー           | フランク・ウェルカー                                                  | 原語版流用                      |
| ラジャー         | フランク・ウェルカー                                                  | 原語版流用                      |
| ファザール       | フランク・ウェルカー                                                  | 八代駿                          |
| イアーゴ         | ギルバート・ゴットフリード                                            | 神谷明                          |
| サルタン         | ヴァル・ベッティン                                                    | あずさ欣平                      |
| カシーム         | ジョン・リス＝デイヴィス                                              | 池田勝                          |
| カシーム         | 歌: マーウィン・フォアード                                            | 池田勝                          |
| サルーク         | ジェリー・オーバック                                                  | 壤晴彦                          |
| お告げの杖の精   | CCH・パウンダー                                                       | 小宮和枝                        |
| 衛兵隊長ラズール | ジム・カミングス                                                      | 屋良有作                        |
| ハキーム         | コーリー・バートン                                                    | 沢りつお                        |
| ハモール         | ロブ・ポールセン                                                      | 安西正弘                        |
| ソーイング       | ジェフ・ベネット                                                      | 後藤敦                          |
| ペドラー         | ブルース・アドラー                                                    | 三浦慎也                        |
| 盗賊             | ロブ・ポールセン コーリー・バートン クライド・クサツ ジェス・ハーネル | 安西正弘 後藤敦 沢りつお 八代駿 |
| その他           |                                                                       | 林一夫 石井隆夫 小池浩司 田村円 |